# Stilbia powelli
Stilbia powelli là một loài bướm đêm trong họ Noctuidae.